# Búnker de Berlín

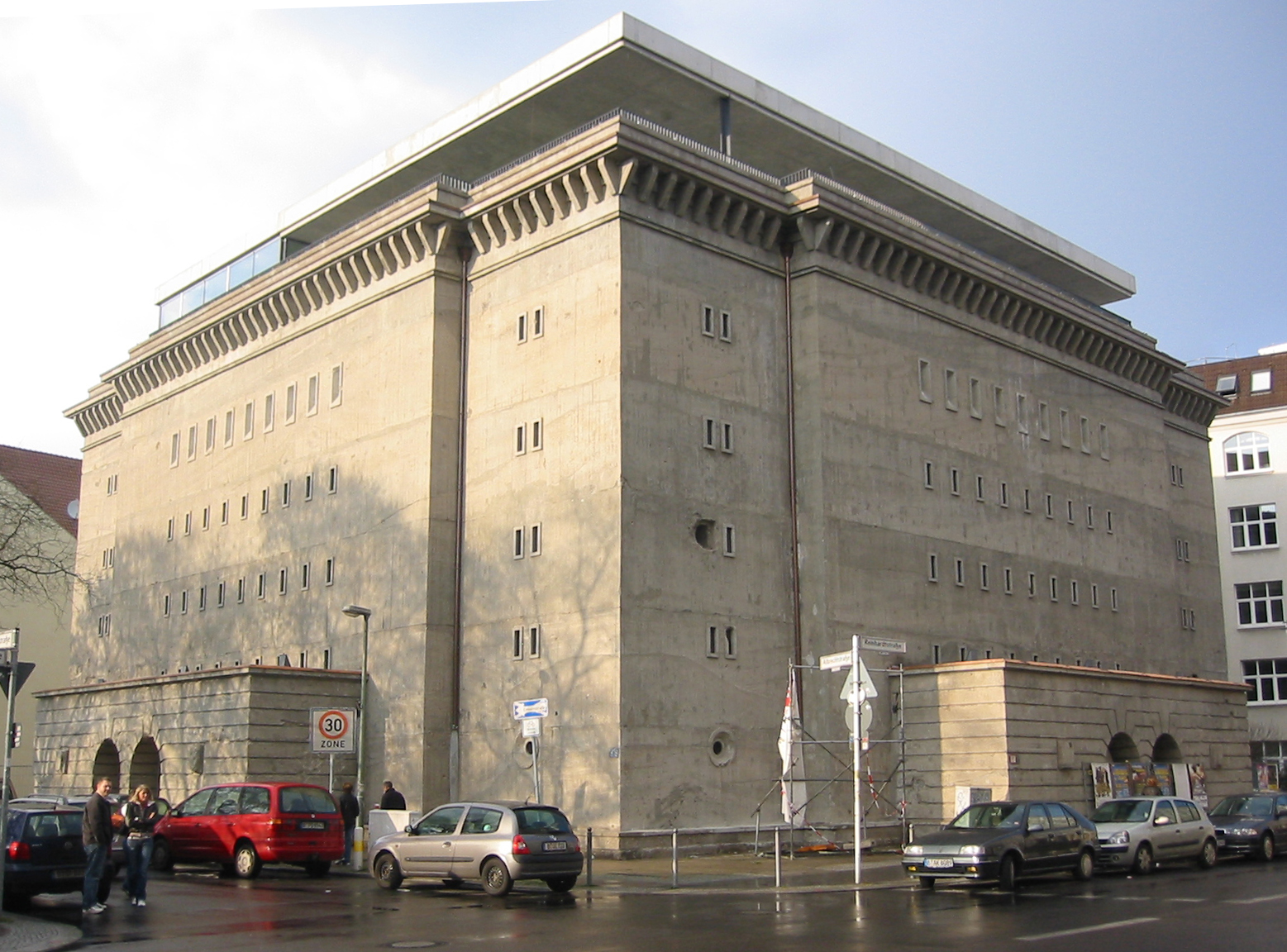
El Bunker

El Búnker de Berlín, si bien no es el único que se ha construido en la ciudad, es conocido por los habitantes de Berlín simplemente como Búnker.

## Historia
Fue construido entre 1941 y 1942 por 2500 obreros bajo la Alemania nazi en el marco de la Segunda Guerra Mundial, como refugio de la compañía alemana de ferrocarriles Deutsche Reichsbahn (DRB). La construcción simétrica y cuadrada se levanta sobre una base de 1000 m². En 1945 fue tomado por el ejército rojo, siendo transformado en cárcel de guerra. A partir de 1957 fue utilizado como depósito de frutas para el Berlín Este y posteriormente como discoteca de música electrónica, hasta su clausura.
El edificio de cinco pisos era nada más y nada menos que un búnker construido en 1942 por el arquitecto Karl Bonatz en el céntrico barrio de Mitte como un refugio antiaéreo para los residentes de la zona. Karl Bonatz realizó el diseño del edificio a raíz del encargo que recibió de Adolf Hitler. Pero la elaboración del proyecto no fue libre, sino que tuvo que ajustarse a las premisas e instrucciones del arquitecto jefe de la Alemania nazi, Albert Speer. La construcción concluyó en 1942, y puede decirse que posee un incalculable valor histórico. Fue levantado con unos muros de 180 centímetros de grosor, pues quisieron que sirviera como refugio antiaéreo en caso de ser atacados por el bloque enemigo.
Tras la caída del régimen nazi, y durante la etapa de posguerra, el Ejército Rojo, formado por tropas soviéticas, lo utilizaron como prisión. En 1945, el edificio se convirtió en una prisión de los servicios secretos de Stalin y después en un almacén de bananos, y más tarde, Alemania quedaría dividida por el muro que atravesaba Berlín, en la Alemania occidental y en la oriental. Es entonces cuando el búnker quedó habilitado como almacén de secado de frutas tropicales gracias a las gruesas paredes que posibilitaban las condiciones óptimas para su conservación. Durante esos años su destino no fue nada claro. Las fuerzas soviéticas se lo cedieron a las autoridades de la República Democrática Alemana en 1949.
Con la unificación de las dos Alemanias tras la caída del muro de Berlín en 1989, el búnker pasó a manos del Gobierno federal. Un millonario polaco, Christian Boros; lo compró para luego transformarlo en su vivienda personal y depósito de su colección privada de arte. El edificio fue clasificado como monumento, lo que garantiza su protección. En 1992 se convirtió en uno de los clubes de techno más rudos del mundo. Ofreció cuatro años de ritmos electrónicos delirantes y fiestas sexuales hasta que cerró en 1996 por no cumplir las normas de seguridad. Después de tanta historia detrás de los muros de hormigón, como parte de la renovación, la pareja de millonarios que adquirió el búnker decidió tomar como inspiración el trabajo de los arquitectos Mies van der Rohe y Tadao Ando. Los interiores conservan ese misticismo de la Segunda Guerra Mundial, sin embargo, el estilo también encaja en el contraste minimalista moderno. Dicha adquisición se dio en el 2003.
Cuando concluyeron las más que curiosas modificaciones de uso del búnker, unos cambios que nada tuvieron que ver con la inesperada renovación que vendría a producirse de mano del multimillonario diseñador Christian Boros, quien decidió comprarlo y convertirlo en su vivienda, se creó un espacio en el que además dio cabida a su colección de arte contemporáneo e internacional, quedando repartida en 3000 metros (118 110 plg)2 y más de 80 habitaciones destinadas únicamente a su exhibición. La remodelación fue encargada a la firma "Realarchitektur" y todo el proceso finalizó en 2007. Al año siguiente, todo estaba preparado y correctamente aclimatado para la inauguración de la primera exposición.

## Descripción
El edificio lleva el nombre de Reinhardtstrasse. Era del tipo M1200, número que indica su capacidad, pero lo cierto es que hay registros de que en el lugar llegaron a resguardarse 4000 personas. Como parte de su arquitectura se encontrará que sus muros tienen dos metros de grosor que soportan una placa de acero de 3.5 toneladas. De esta manera, podrían ponerse a salvo en torno a unas 3000 personas, distribuyéndose por los cinco pisos que conforma la edificación defensiva.

## El búnker del arte
La colección privada de la familia Boros está formada por más de 700 obras. Algunas de ellas, fueron realizadas en los años 90, comenzando así un recorrido artístico hasta la actualidad. A los visitantes se les brinda la oportunidad de conocer el arte relacionado con la arquitectura del edificio, que solamente por la sorprendente historia que esconde, ya merece la pena visitar. La primera exposición fue mostrada desde el año 2008 al 2012, y al igual que las que se han efectuado posteriormente, requirió de un tiempo de instalación y acondicionamiento de las habitaciones que en ocasiones duró incluso meses.
En este programa expositivo pudieron verse alrededor de 130 obras de colecciones de 22 autores que imprimieron a sus creaciones unas características estéticas diversas y de un acentuado toque personal. Fue destacable la recreación de un árbol de madera procedente de China, de seis metros de altura, de Ai Weiwei. También se expuso un grandioso dibujo de Dirk Bell, que ocupó 35 metros cuadrados del techo del búnker; además de una llamativa tela de araña hecha con cables, cuyo creador fue Tomás Saraceno.
Hay que señalar que las obras expuestas no están identificadas porque Christian Boros así lo prefiere, y es que en ocasiones alegó que, lo que ofrece al público que visita las instalaciones, no es un museo, es un “sótano de recreo”. Muchas de las personas que van a verla salen contrariadas por la experiencia, pero sin duda, visitar el Sammlung Boros y poder ver el edificio tanto exteriormente, como las exposiciones de su interior, es una excelente apuesta.
En esta vivienda/ galería, hay cabida para todo tipo de arte; o más bien, para todo tipo de método o técnica artística desde la que se pueda establecer una relación comunicativa con el visitante: fotografías, pinturas, obras escultóricas, vídeos o recreaciones de sonido.